# Máté Nemeš
Máté Nemeš (Senta, 21 luglio 1993) è un lottatore serbo, specializzato nella lotta greco-romana. È stato campione continentale agli europei di Varsavia 2021 e vincitore della medaglia di bronzo ai mondiali di Nur-Sultan 2019 nella categoria dei 67 chilogrammi.

## Biografia
È fratello gemello di Viktor Nemeš, anche lui lottatore di caratura internazionale.
Ha rappresentato la Serbia ai Giochi olimpici estivi di Tokyo 2020, dove è stato eliminato agli ottavi del torneo dei -67 kg dal tedesco Frank Stäbler.
Ha fatto la sua seconda apparizione olimpica a Parigi 2024 in cui è stato estromesso agli ottavi dal tabellone principale del torneo dei 67 kg dall'ucraino Parviz Nasibov, è stato poi eliminato nella semifinale dei ripescaggi dal kirghiso Amantur Ismailov.

## Palmarès
- Mondiali

Nur-Sultan 2019: bronzo nei 67 kg.
- Europei

Varsavia 2021: oro nei 67 kg.
- Giochi europei

Minsk 2019: bronzo nei 67 kg.;
- Campionati del Mediterraneo

Kanjiza 2014: argento nei 71 kg.;
- Giochi mondiali militari

Wuhan 2019: bronzo nei 67 kg.;
- Europei U23

Russe 2016: bronzo nei 60 kg.;